# توم یلته اسلاختر
توم یلته اسلاختر (هلندی: Tom-Jelte Slagter؛ زادهٔ ۱ ژوئیهٔ ۱۹۸۹) دوچرخه‌سوار اهل هلند است.
از باشگاه‌هایی که در آن رکاب زده‌است می‌توان به کنندیل–دراپاک، تیم دوچرخه‌سواری رابوبانک دولوپمنت، تیم لوتوان‌ال–یومبو، و تیم دایمنشن دیتا اشاره کرد.